# Megachile erimae
Megachile erimae är en biart som beskrevs av Alexander Mocsáry 1899.
Megachile erimae ingår i släktet tapetserarbin och familjen buksamlarbin. Inga underarter finns listade i Catalogue of Life.